# ホテル・ナショナル
ホテル・ナショナル、ラグジュアリー・コレクション・ホテル、モスクワ（英語: Hotel National, Moscow、ロシア語: гости́ница «Националь» ガスチーニッツァ・ナツィオナリ）はロシア連邦モスクワ市に所在する1903年に開業した五つ星のホテルである。202室の客室と56室のスイートを備えてマネージュ広場に位置し、クレムリンに直接行くことができる。マリオット・インターナショナルのラグジュアリー・コレクション部門が管理している。

## 来歴

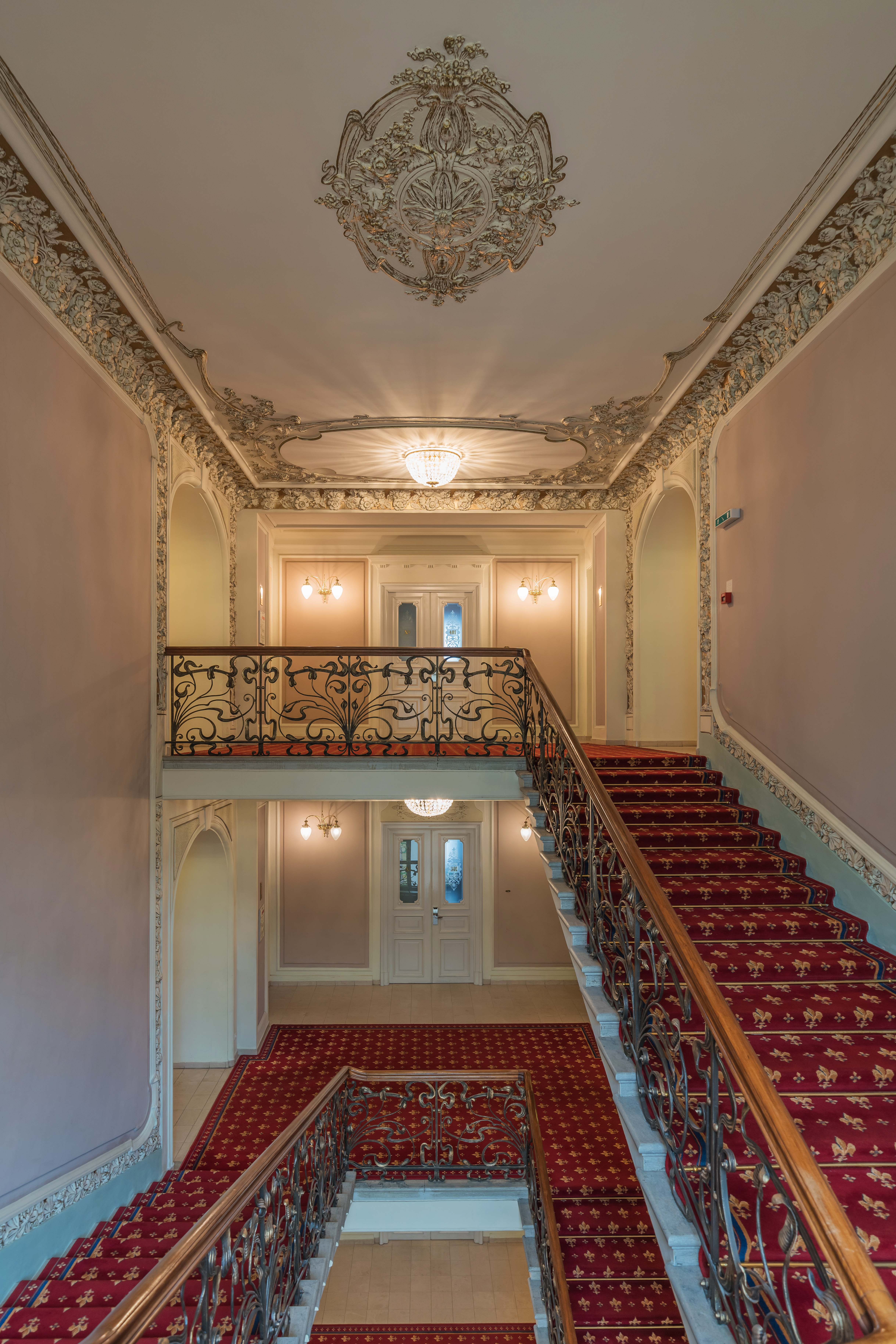
ホテルの内装：主階段

ホテル・ナショナルはヴァルヴァリンスコエ住宅所有者株式会社が資金提供し、建築家のアレクサンドル・イワノフが設計した。建設は1901年に始まり、160室のホテルが1903年1月14日に開業した。ホテルの開業日はしばしば1月1日と記載されることがあるが、これは当時のロシアが世界の他の地域で使用されているグレゴリオ暦よりも13日遅れてるユリウス暦を使用してためである。1915年にホテルは6階建ての建物の上に2フロアを追加する計画を立てたが、第一次世界大戦による欠乏ために作業は開始されなかった。
ロシア革命の余波でロシアの首都はモスクワに移された。1918年3月、ホテルは最初のソビエト政府の本拠地となった。1917年10月の戦闘中にクレムリンが損傷を受けて修理中だったためにレーニンは妻とともにホテル・ナショナル107号室に七日間滞在した。今日ではホテルにはこのことを記した盾が飾られている。ホテルにはトロツキーや秘密警察の長であったフェリックス・ジェルジンスキーなどのソビエトの指導者たちも滞在していた。この建物はその後もソビエト政府によって公式に党代表の宿舎として使用され続け、1919年に「ソビエトのファーストハウス」に改名された。
1931年までに建物は修復が必要になり、外国人観光客を収容するために全面的な回収が行われた。ツァールスコエ・セローの宮廷やアニチコフ宮殿を含むツァーリやロシア貴族の宮殿からの博物館品質の家具と骨董品を用いて改装された。これらの品々は今日までホテルのコレクションに残っている。ホテルの上隅にある巨大なモザイクは、ソビエト経済の生産力に焦点をあてた社会主義リアリズム作品に置き換えられた。ホテル・ナショナルは1932年に元の名称で再開した。ホテルは1933年に国営の観光独占企業であるインツーリストに加盟した。

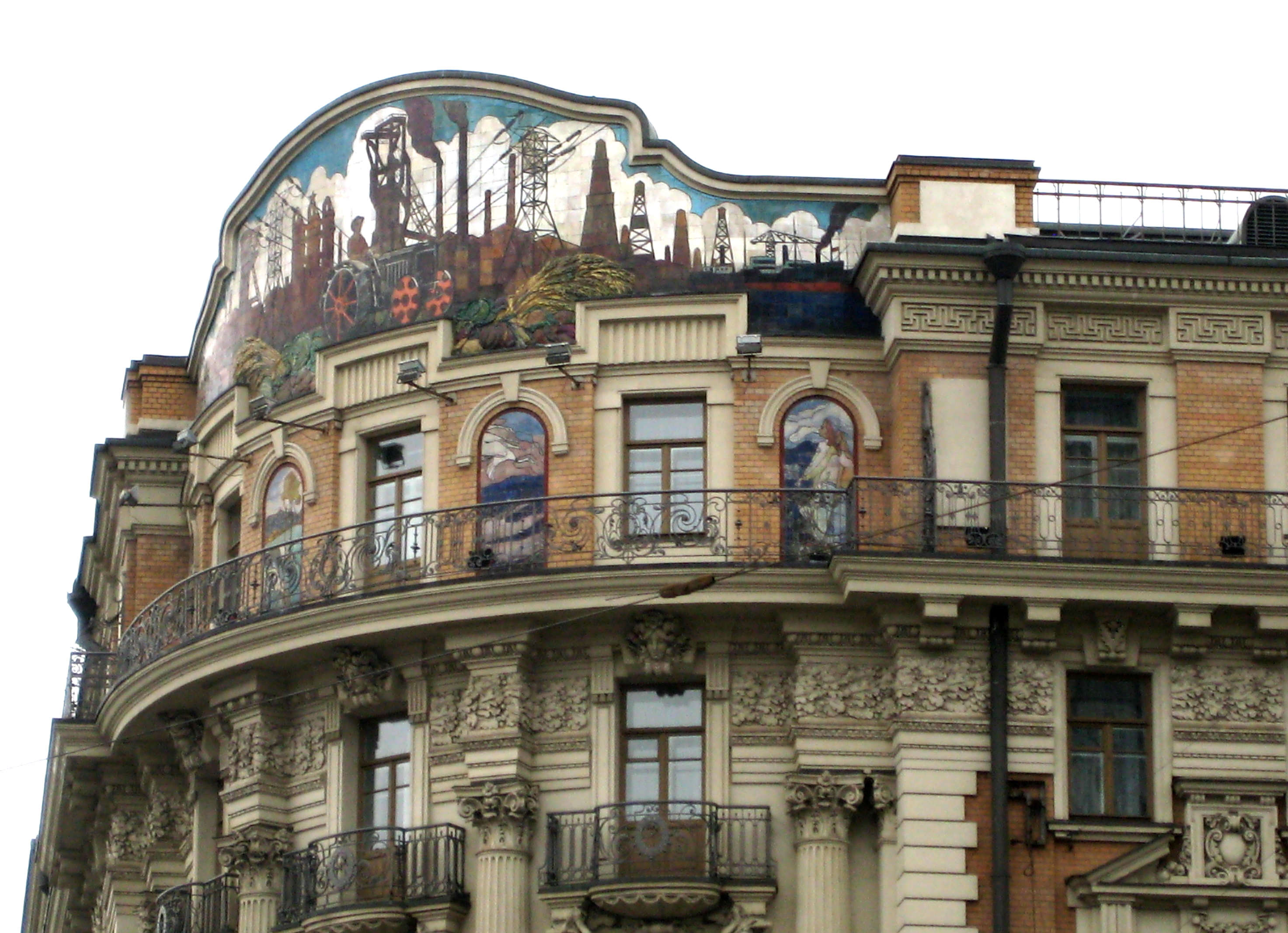
ホテル上部の巨大な社会主義リアリズム作品

第二次世界大戦の間、ホテルには1941年9月に訪問したW・アヴェレル・ハリマンや1941年12月の英国外務大臣アンソニー・イーデンなどの多数の連合国代表団が滞在していた。
1960年代後半に高くそびえるモダンなガラス構造のホテル・インツーリストがホテル・ナショナルの隣に建設された。1983年にホテル・インツーリストとホテル・ナショナルは合併し、一時的に共同管理下で運営されていた。ホテル・ナショナルは長年の怠慢に苦しんでおり、1989年にファサードの大部分が落下した際に再建のために閉鎖された。
ホテル・ナショナルは1991年から1995年にかけて改装された。1992年にロシア政府からモスクワ市に移譲され、1995年5月9日にフォルテ・ホテルの一つとして再開した。1996年にフォルテがル・メリディアン・ホテル&リゾーツを買収した際に、ホテルはル・メリディアン・ナショナル・ホテルと改名された。さらに1998年にはル・ロイヤル・メリディアン・ナショナル・ホテルへと改名された。
2003年12月9日、チェチェンの女性自爆犯がホテルの外で起爆した。彼女の目標は通りの向かいの国家院の建物であり、爆発は予定よりも早すぎたものと考えられている。爆風で6人が死亡し、13人が負傷した。
ル・メリディアンのブランドからラグジュアリーコレクションに2009年に移転した際に元の名称に戻った。
2011年、以前はモスクワ市が所有していたホテル・ナショナルが民営化され、実業家のミハイル・グツェリエフに47億ルーブルで売却された。

## 著名な宿泊客
開業当時からホテルはロシアの貴族や訪問する有名人に非常に人気があり、1913年にアナトール・フランスを、1914年にはH.G.ウェルズを迎えている。1933年、スパソ・ハウスの大使公邸の改修工事が完了するまで、初代在ソビエト連邦アメリカ合衆国大使ウィリアム・クリスティアン・ブリット・ジュニアの仮の住まいとして使用された。セルゲイ・プロコフィエフは1933年に海外からソビエト連邦に帰国した際にしばらくこのホテルに住んでいた。作家のミハイル・ショーロホフは1,930年代にたびたびこのホテルに滞在した。
パブロ・ネルーダは1954年にホテル・ナショナルに滞在した。アメリカ人ピアニストのヴァン・クライバーンは1958年のモスクワへの有名な旅行中に、ホテルの最高のスイートの一つを所有し、アメリカ人歌手のポール・ロブスンも1950年代にたびたび宿泊した。ジョン・スタインベック1962年にこのホテルに滞在し、アーマンド・ハマーは1964年に多くの訪問の最初を行った。のちの米国大統領ビル・クリントンは1969年にオックスフォードでの勉学の間の休暇中にホテル・ナショナルに滞在した。
1989年後半、ショーン・コネリーとミシェル・ファイファーが出演した1990年の映画『ロシア・ハウス』の複数のシーンがこのホテルで撮影された。 1990年、フランク・ホエーリー、ロマン・ポランスキー、ナタリア・ネゴダが出演する1992年の映画『バック・イン・ザ・USSR』のいくつかのシーンがホテルの内外で撮影された。
近年、ホテルはジャック・シラク、コフィー・アナン、レフ・ヴァウェンサ、シモン・ペレス、ドナルド・トランプ、マデレーン・オルブライト、プラシド・ドミンゴ、レイ・チャールズ、ミシェル・ルグラン、ピエール・カルダン、カトリーヌ・ドヌーヴ、マルチェロ・マストロヤンニ、アラン・ドロン、クリス・ワトソン、ジャック・ニコルソン、ショーン・ペン、ピーター・ユスティノフなど数多くを迎えている。